# Fuwa

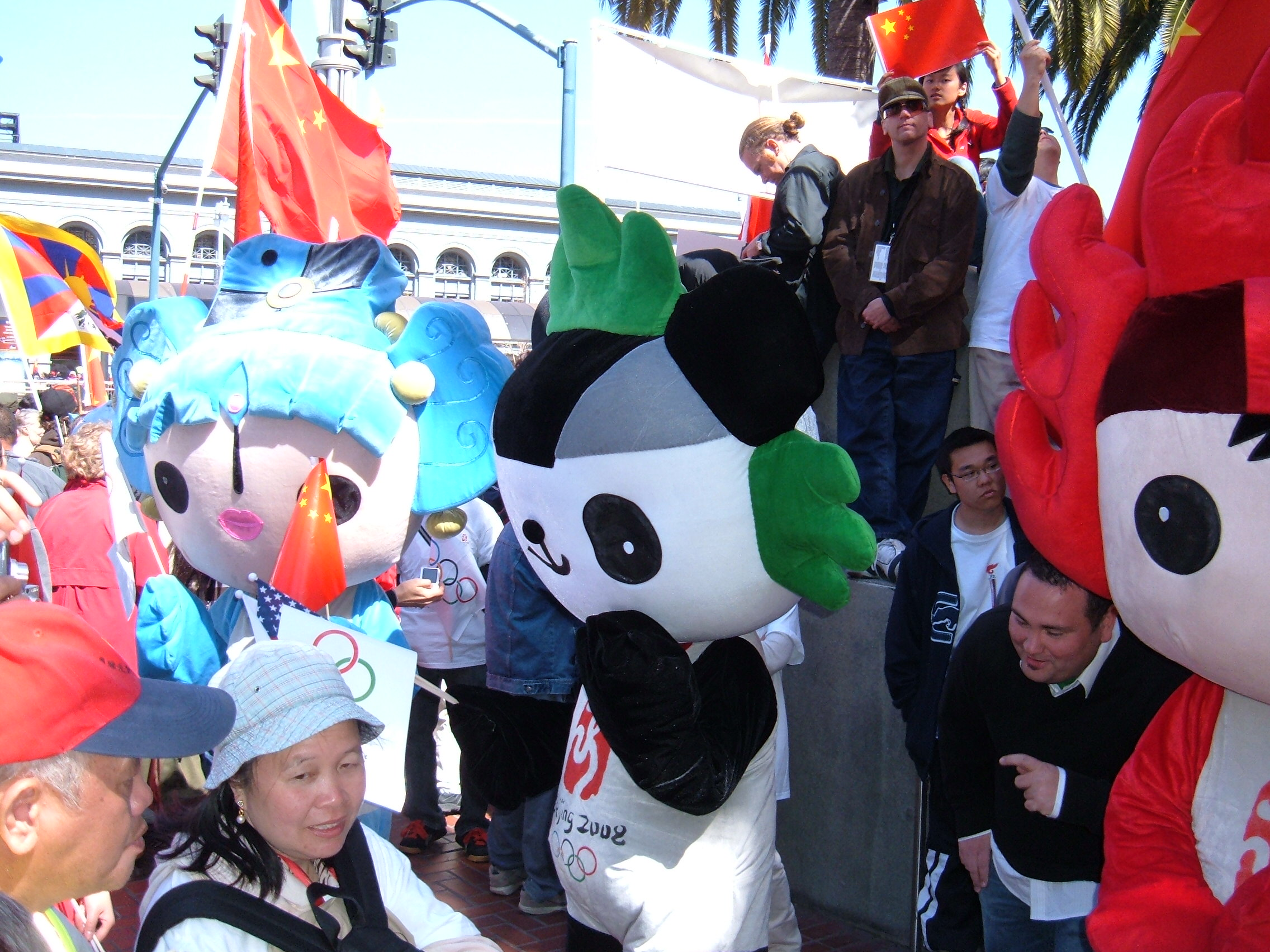
Les Fuwa lors du relais de la flamme

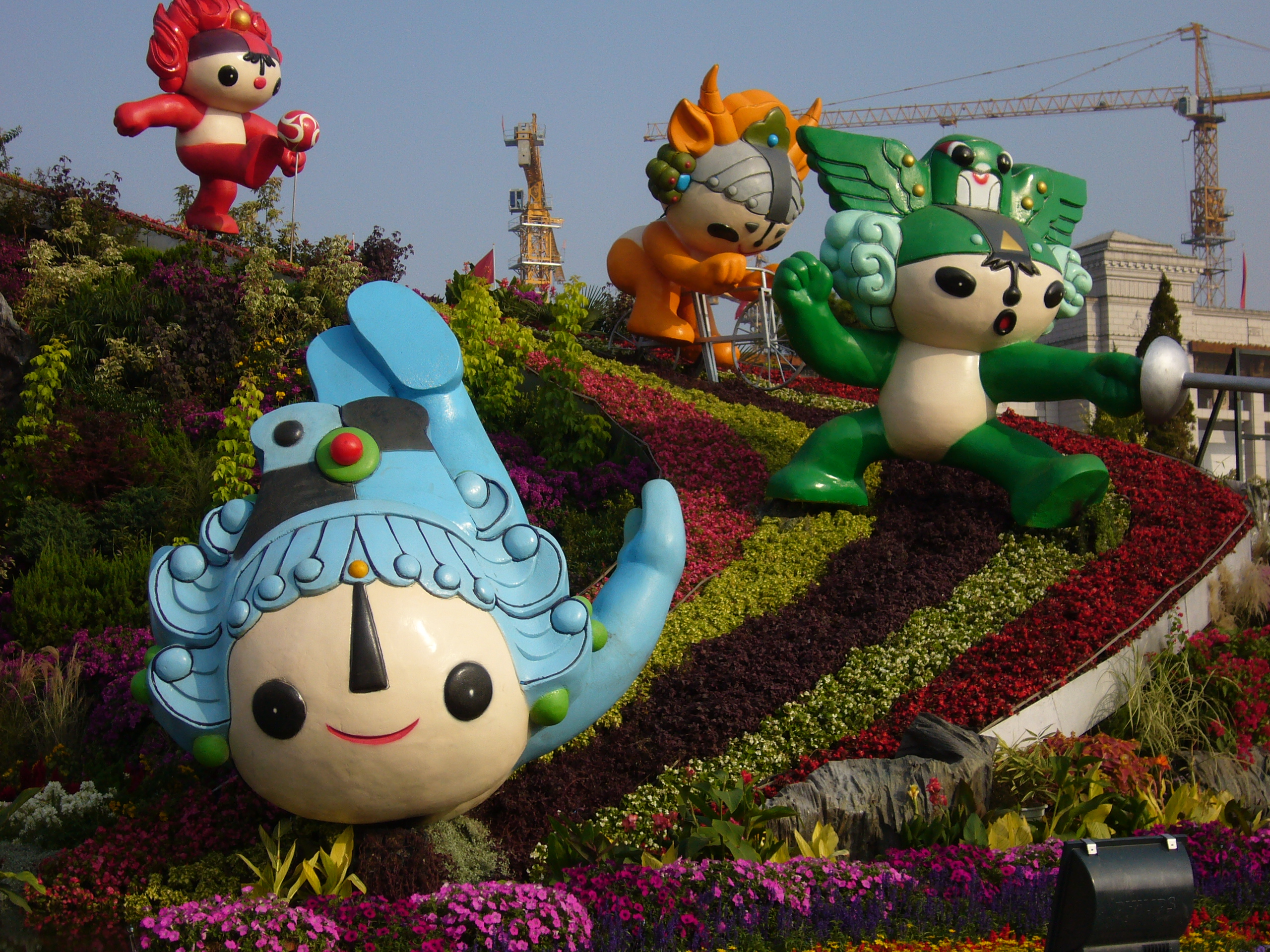
Massif place Tian-An-Men à Pékin

Les Fuwa (chinois simplifié : 福娃 ; chinois traditionnel : 福娃 ; pinyin : Fúwá ; litt. « enfant de bonne fortune ») sont les mascottes officielles des Jeux olympiques d'été de 2008 à Pékin. Elles sont annoncées le 11 novembre 2005 par la Société nationale des études littéraires classiques chinoises, marquant ainsi le 1000e jour précédent l'ouverture des jeux. Elles sont appelées internationalement les Friendlies jusqu'à la fin de 2006.

## Présentation
Chacun des cinq fuwa représente la couleur d'un des cinq anneaux olympiques, et sa coiffe rappelle un élément naturel :
- Bèibei (贝贝) est une mascotte bleue sous les traits d'un poisson qui représente les sports aquatiques et la mer.
- Jīngjing (晶晶) est une mascotte noire sous les traits d'un panda qui représente les sports de combat et la forêt.
- Huānhuan (欢欢) est une mascotte rouge sous les traits de la flamme olympique qui représente les sports de balles et le feu.
- Yíngying (迎迎) est une mascotte jaune sous les traits d'une antilope du Tibet qui représente l'athlétisme et la terre.
- Nīni (妮妮) est une mascotte verte sous les traits d'une hirondelle qui représente la gymnastique et le ciel.

## Remarques
En reprenant la première syllabe de chaque nom, on obtient une prononciation proche de « 北京欢迎你 - Běijīng huānyíng nǐ », c'est-à-dire « Pékin te souhaite la bienvenue » ou simplement « Bienvenue à Pékin». Beijing huanying ni est d'ailleurs le titre de la chanson officielle de ces olympiades.
Les mascottes ont été accusées de plagiat par le producteur du dessin animé japonais Keroro,, car elles ont les mêmes couleurs et une grosse tête[citation nécessaire], mais ces mascottes utilisent tout simplement les cinq couleurs des cinq anneaux olympiques.
Chaque mascotte est de la couleur d'un anneau olympique. Cependant, tandis que l'anneau rouge se trouve dans le coin supérieur droit du drapeau olympique, la mascotte rouge est toujours représentée au milieu des quatre autres. Elle est parfois plus grande que les autres.